# 瓦尔特·黑尼施
瓦尔特·黑尼施（Walter Haenisch，1906年12月11日—1938年6月16日）是一位马克思主义理论家，也是德国社会民主党政客康拉德·黑尼施的儿子。

## 生平
黑尼施在柏林新克尔恩的卡尔-马克思-学校（Karl-Marx-Schule）完成了高中学业。他后来主修英语文学，亦曾在英国雷丁大学学习。1931年，黑尼施加入德国共产党，之後移居莫斯科，参与了《马克思恩格斯全集历史考证版》的编纂工作。1935年，黑尼施因被指控“有社民倾向”而被苏共中央马列研究院解职，由于被控有社民主义倾向，还与西方国家保持着联系，黑尼施引起了內務人民委員部的注意，他于1938年被捕。当年六月，黑尼诗因犯有“间谍罪”而被判处死刑，接着在布托沃射击场被枪决，之后草草埋葬进当地的大型坟墓。